# 中高年のためのらくらくツーリング入門
中高年のためのらくらくツーリング入門（ちゅうこうねんのためのらくらくツーリングにゅうもん）は、NHK教育テレビジョンの講座番組「趣味悠々」で放送された全8回の特集である。

## 概要
講師として元世界グランプリライダーの平忠彦、ゲストに俳優の布施博とエッセイストの国井律子が出演した。
それぞれの放送回のテーマは次のとおりであった。
- 第1回：オートバイに慣れよう（2004年7月8日放送）
- 第2回：安全に止まる（2004年7月15日放送）
- 第3回：バランス感覚を磨こう（2004年7月22日放送）
- 第4回：コーナリングの基本（2004年7月29日放送）
- 第5回：コーナリングをマスターしよう（2004年8月5日放送）
- 第6回：さまざまな状況での安全走行（2004年8月12日放送）
- 第7回：ツーリングに出かけよう（2004年8月19日放送）
- 第8回：ツーリングを楽しもう（2004年8月26日放送）

テキスト
日本放送協会・日本放送出版協会／編 『NHK趣味悠々 中高年のためのらくらくツーリング入門』 日本放送出版協会 ISBN 4-14-188386-7
番組中では講師の平がスクーターで「ジグザグ一本橋」を渡る見本を見せるときに失敗して落ちるという一幕があった。